# Штаатс, Георг
Георг Штаатс (нем. Georg Staats; 13 марта 1916, Бремен — 12 ноября 1943, Бискайский залив) — немецкий офицер-подводник, капитан-лейтенант (1 апреля 1942 года).

## Биография
25 сентября 1935 года поступил на флот кадетом. 1 апреля 1938 года произведен в лейтенанты. Служил на легком крейсере «Карлсруэ» и на линейном корабле «Гнейзенау». В апреле 1939 года переведен в подводный флот.

## Вторая мировая война
В 1939—40 годах служил вахтенным офицером на подлодках U-5 и U-А.
С 8 апреля по 5 октября 1941 года командовал подлодкой U-80 (Тип VII-C).
20 октября 1941 года назначен командиром подлодки U-508, на которой совершил 6 походов (проведя в море в общей сложности 294 суток) в Северную и Центральную Атлантику.
14 июля 1943 года награждён Рыцарским крестом Железного креста.
12 ноября 1943 года лодка Штаатса потоплена американской авиацией; весь экипаж (57 человек) погиб.
Всего за время военных действий Штаатс потопил 14 судов общим водоизмещением 74 087 брт.